# Пурпурные бактерии
Пурпурные бактерии (Purple bacteria) — разнородная группа фотосинтезирующих протеобактерий, обитающих в солёных и пресных водах. Пурпурные бактерии относятся к классам альфа-, бета-, и гамма-протеобактерий. Цвет фиолетовый/сиреневый/пурпурный.

## История изучения
Пурпурные бактерии были обнаружены при изучении бескислородного фотосинтеза. Было доказано выделение ими в качестве побочного продукта фотосинтеза не кислорода, а серы, как выяснили позднее и анаэробность многих из них. Так в экспериментах сначала выявили реакцию бактерий на разные концентрации кислорода, оказалось, что даже при следовом содержании его в среде бактерии перемещались в бескислородную зону чашек Петри. Затем на одну сторону чашки фокусировали свет, оставляя другую тёмной — бактерии стремились переместиться в световую зону.

## Описание
Полиморфны, их размеры колеблются в широких пределах (от 1 до 20 мкм), размножаются бинарным делением или почкованием. Для данных клеток характерна очень хорошо развитая система внутрицитоплазматических фотосинтетических мембран. Ряд водных форм имеет газовые вакуоли. Подвижные виды обладают активным фототаксисом. Некоторые виды могут образовывать цисты и экзоспоры. Предпочитают расти на свету в анаэробных условиях. Клеточная стенка грамотрицательного типа, покрыта слизистым чехлом или капсулой, у некоторых представителей имеется S-слой из гексагонально расположенных белков. В качестве запасных веществ у них обнаружены поли-β-гидроксиалконаты и гликоген.
Используют широкий спектр соединений азота, многие способны к азотофиксации. Источником углерода могут быть углекислый газ или органические вещества. Диоксид углерода фиксируют в цикле Калвина, активность которого подавляется добавлением органики. В темноте роль органических веществ как источника энергии увеличивается, происходят брожения разного типа. Энергия также может получаться путём анаэробного дыхания с сульфатом, серой, Fe3+, CO и органическими соединениями в качестве акцепторов электронов. Сахара́ используются через гликолиз или КДФГ-путь. Имеют полный или незамкнутый ЦТК и глиоксилатный шунт.
Синтез бактериохлорофиллов подавляется кислородом, но может идти и в темноте. Содержат красные пигменты: бактериохлорофиллы a и b и каротиноиды, что является причиной того, что колонии или скопления их клеток окрашены в пурпурный цвет. Пигменты дают им возможность использовать свет в тёмно-красном, красном, оранжевом и фиолетовом диапазонах спектра. Фотосинтетические мембраны являются производными ЦПМ и сохраняют с ней отчётливую связь. Имеют вид отдельных пузырьков, трубок или пластинок (ламелл), которые расположены по периферии клетки. В качестве доноров электронов для фотосинтеза используют H2S, S0 или органические вещества.
Для большинства представителей необходима высокая интенсивность света (~500 лк), только род Amoebobacter требует низкой освещённости (50—100 лк) при пониженных температурах роста. Большинство видов мезофилы, психроактивные организмы включают Amoebobacter и Lamprocystis, а термофильные виды относятся к родам Halorhodospira, Rhodocista и Thermochromatium. Экстремальных термофилов среди пурпурных бактерий не обнаружено. В основном, это нейтрофильные микроорганизмы, которые хорошо растут при pH 6—8, но есть кислото- (Rhodobacter acidophila) и щёлочелюбивые (Ectothiorhodospira, Halospira). Эти же роды содержат экстремально галофильных представителей, синтезирующих осмопротекторы (глицин-бетаин, экотин, трегалозу).
По характеру отложения серы пурпурные бактерии подразделяют на пурпурных серных бактерий (имеющие включения серы в цитоплазме) и пурпурных несерных бактерий, откладывающих её снаружи.

### Пурпурные серные бактерии
Сюда относятся в основном представители гаммапротеобактерий. Облигатные анаэробы. Прототрофы и фотолитоавтотрофы. Для родов Thiocapsa и Thiospirillum показана возможность хемолитоавтотрофного роста с молекулярным водородом и сульфидом в качестве доноров электронов. Подвижные формы обладают полярными жгутиками. Способность использовать органические вещества как доноры электронов ограничена. В основном они служат как источники углерода, могут сбраживать пируват до ацетата. Бактериохлорофиллы имеют максимумы поглощения 470 нм, 870 нм и 1070 нм.

### Пурпурные несерные бактерии
Сюда обычно относят представителей из порядков Rhodospirillales, Rhodobacterales и Rhodocyclales. Имеют ферменты защиты от O2. В микроаэрофильных и аэробных условиях способны расти в темноте. Имеют склонность к фотоорганогетеротрофному образу жизни, предпочитая в качестве доноров электронов и источника углерода органические вещества, однако могут быть и фотолитоавтотрофами. У подвижных форм есть жгутики, у многих присутствуют газовые вакуоли. Есть и неподвижные формы. Нуждаются в некоторых витаминах. Бактериохлорофиллы имеют максимумы поглощения 400 нм, 800 нм и 1030 нм.
У ряда пурпурных несерных бактерий без глиоксилатного шунта (Rhodospirillum rubrum, Rhodobacter sphaeroides) обнаружен цитратмалатный цикл, в котором ацетил-КоА превращается в глиоксилат в цепи реакций
ацетил-КоА + пируват → цитрамалил-КоА → цитрамалат → мезаконил-КоА → 3-метилмалил-КоА → глиоксилат + пропионил-КоА.
Образовавшийся глиоксилат включается в ЦТК при участии малатсинтазы, а пируват регенерирует из пропионил-КоА через карбоксилазную реакцию:
пропионил-КоА → метилмалонил-КоА → сукцинил-КоА → сукцинат → фумарат → малат → оксалоацетат → ФЕП → пируват.

## Местообитание
Пурпурные серобактерии — это в основном водные микроорганизмы. Помимо этого они встречаются в почве, но там их роль невелика. Развиваются обычно в бескислородных водах с сероводородом, куда проникает свет, в редких случаях обнаруживаются на бо́льших глубинах. Пурпурные несерные бактерии предпочитают богатые органикой воды и болотистые почвы, при этом редко образуют скопления, придающие воде окраску. Иногда развиваются в прибрежных морских водах. Пурпурные серные бактерии, наоборот, создают видимые скопления в прозрачных водоёмах на границе анаэробной зоны. Такие слои лучше всего формируются в меромиктических (с более высокой придонной солёностью) или голомиктических (с сезонной стратификацией) водоёмах и по берегам морей в лиманных областях. В прибрежных зонах морей могут образовывать красные приливы. Представители Ectothiorhodospira тяготеют к солёным и щелочным местообитаниям, морским эстуариям. В глобальном круговороте серы функционально тесно связаны с сульфатредукторами.
Для пурпурных бактерий отмечено сосуществование аналогичных видов в одном и том же слое водоёма за счёт разобщения их активности во времени. Например, Chromatium okenii и Chromatium vinosum по константе сродства и скорости окисления сульфида. В смешанной культуре второй организм вытесняет первый, а в природе они сменяют друг друга в течение суток: утром, когда сульфида много C. okenii быстро окисляет сероводород, концентрация которого падает, а вечером C. vinosum начинает медленно окислять малые количества H2S, в то время как первый микроорганизм прекращает свой рост.

## Таксономия
Пурпурные несерные бактерии
Входящие в класс альфа-протеобактерий
- Род Rhodospirillum — спириллы с полярными жгутиками
- Род Rhodopseudomonas — палочки с полярными жгутиками, размножаются почкованием
- Род Rhodobacter — палочки, размножаются бинарным делением
- Род Rhodovulvum — яйцеобразные клетки
- Род Rhodopila — большие сферические клетки, ацидофилы (pH 5,0)

Входящие в класс бета-протеобактерий
- Род Rhodocyclus — кольцеобразные изогнутые клетки
- Род Rubrivivax — искривлённые палочки
- Род Rhodoferax — искривлённые палочки

Пурпурные серные бактерии
Входящие в класс гамма-протеобактерий
- Род Ectothiorhodospira — спириллы с полярными жгутиками (откладывают серу снаружи)
- Род Halorhodospira — спириллы, экстремальные галофилы (откладывают серу снаружи)

нет газовых вакуолей
- Род Chromatium — овальные палочки с полярными жгутиками
- Род Thiocapsa — диплококки и тетрады, неподвижны
- Род Thiocystis — сферические или овальные клетки с полярными жгутиками
- Род Thiospirillum — большие спириллы с полярными жгутиками
- Род Thiorhodovibrio — маленькие спириллы
- Род Rhabdochromatium — крупные палочки-веретёнца (1,5—1,7 × 16—32 мкм)

есть газовые вакуоли
- Род Amoebobacter — неправильные сферические или овальные клетки, неподвижны
- Род Lamprobacter — палочки с полярными жгутиками
- Род Lamprocystis — сферические или овальные клетки с полярными жгутиками
- Род Thiodiction — неподвижные палочки, образующие сетку
- Род Thiopedia — неподвижные сферические клетки в плоских тетрадах